# Sámal Johansen
Sámal Johansen (31. oktober 1899 i Haldórsvík på Færøerne – 11. marts 1991) var en færøsk skolelærer, forfatter og politiker. Johansen var gift med skolelærer Anna Elisabeth Matras (1904-1988) og far til Marita Petersen (1940-2001), som var Færøernes første kvindelige lagmand (1993-94).

## Biografi
Efter grundskolen arbejdede Johansen som arbejdsmand og fisker. I 1920 var Johansen på højskole i to vintersæsoner i Danmark, hvorefter han rejste tilbage til Færøerne, hvor han startede på den færøske lærerskole i 1922 og tog eksamen i 1926. Samme år blev Johansen ansat som lærer ved Vágs Skole og havde dette arbejde indtil 1967, hvor han gik fra på efterløn. I 1972 flyttede Johansen til Tórshavn, hvor han blev boende indtil sin død i 1991.
Som så mange færøske lærere havde Johansen tillidshverv gennem flere år i den bygd, hvor han boede. Johansen var således byrådsmedlem i Vágur i perioden 1935-1950 og derefter igen 1963-1966, heraf var han byrådsformand fra 1948-50 og igen fra 1963-65.
Allerede i lærerskoletiden skrev Johansen historier og digte i bladet Snarljósi, bladet Lærerstuderende, og som nyuddannet lærer stiftede han sammen med lærerkollegaen Jacob Olsen børnebladet Barnablaðið i 1929-1930, der i dag er Færøernes ældste børne- og ungdomsblad.
Da Johansen fratrådte som lærer, fik han tid til at færdiggøre tidligere igangsatte manuskripter, som han havde liggende. Johansen har bidraget til det færøske bogsortiment med bøgerne ’Á bygd fyrst í tjúgundu øld’ i 1970, som han modtog Færøernes litteraturpris (på færøsk: M.A. Jacobsens Heiðursløn) for i 1975 samt bogen ’Til lands’ i 1980, der omhandler fiskeri i den tidsperiode, hvor færinger drog til Island i forrige århundrede.
Foruden disse navngivne bøger har Johansen desuden skrevet om den færøske geografi til skolebrug i 1963, historiesagnet ’Heimbygdin og aðrar søgur’ (Hjembygden og øvrige historier) i 1972 samt historien om bygderne Tjørnuvík, Haldórsvík og Langasandur i perioden 1818-1978.

## Udgivelser
Sámal Johansen forfatterskab er følgende:
- 1950 Hylurin i Mín jólabók (Mín jólabók betyder Min julebog, den udkommer hvert år før jul)
- 1957 Jólaaftanskvøld i Mín jólabók
- 1961 Tvey systkin i Mín jólabók
- 1970 Á bygd fyrst í 20. øld
- 1972 Heimbygdin og aðrar søgur (Hjembygden og andre historier)
- 1980 Til lands i Mín jólabók

## Pris
- 1975 Færøernes litteraturpris (M. A. Jacobsen's Litteraturpris)[8]